# Hélène Perdriat
Hélène Marie Marguerite Perdriat (1894-1969) est une peintre figurative et graveuse française devenue dans l'entre-deux-guerres, avec l'émergence de l'Art déco, une vedette internationale de l'art moderne. Issue de l'avant garde parisienne à la suite de Marie Laurencin, elle peint, dans un style parfois très proche de l'École de Paris, une image de la femme qui est une invitation du spectateur à entrer dans son rêve. Retirée du monde dès 1937, elle laisse de rares poèmes, restés inédits.

## Biographie

### Rencontre du libertin Roché et vocation (1914-1915)
Née dans une riche famille de La Rochelle, Hélène Perdriat suit sa scolarité avec son aînée dans un pensionnat tenu par les sœurs. L'adolescente rêve face au port d'exotisme et d'évasion. Encore mineure, elle « monte » à Paris en 1914 dans l'idée de vivre de sa plume et y épouse un jeune homme, que la consomption emporte peu avant la déclaration de guerre.
Veuve à vingt ans, elle est découverte par le collectionneur séducteur Pierre Roché, pygmalion de l'avant garde qui a quinze ans de plus qu'elle et encourage son talent de dessinatrice. Il la présente à ses compagnons de nuit, André Salmon, Guillaume Apollinaire, « la bande à Picasso ». Pour la soutenir financièrement, Roché, qui cherche à s'imposer comme le spécialiste de l'« art féminin », achète tous ses tableaux, dont La Créole, dans le but de les revendre. Il lui commande les illustrations d'un roman qu'il ne publiera qu'après la guerre et lui donne pour chaque dessin vingt francs, de quoi manger et acheter son matériel. Devenu son amant en parallèle de Thorvald Hellesen (no), un élève norvégien de Christian Krohg venu en 1912 étudier auprès de Fernand Léger, il conservera cinquante et une toiles.
En 1915, au cours d'une maladie qui la tient à son tour alitée et à laquelle elle ne pense pas non plus survivre, elle réalise un autoportrait testamentaire qui signe son engagement dans la carrière de peintre. La convalescence se prolongeant, elle poursuit son œuvre en autodidacte, avec des portraits de ses proches, des réminiscences de ses rêves, des peintures d'animaux ou de personnages imaginaires mais aussi, voie dans laquelle la suivra Adolphe Beaufrère, des marines et des illustrations de sa Bretagne affectionnée.

### Dans la révolution artistique (1916-1918)
Pierre Roché, dont Hélène Perdriat espère avoir un enfant mais qui refuse de l'épouser par principe, la présente au mécène Jacques Doucet, qui lui achètera quatorze gravures, à Georges Auric, auquel il donne des livrets et qui travaille à la mise en musique des poèmes de la jeune femme, puis bientôt à Jean Cocteau, boute en train du Groupe des Six. Elle peint sa première huile, un paysage, à l'ongle et au coton-tige. En 1916, il présente le portrait qu'elle a fait de lui à Pablo Picasso, lequel désapprouve. Le maître du cubisme n'a pas pardonné à Marie Laurencin, autre maîtresse et femme libre que Roché lui a présentée, la séparation de celle-ci d'avec Guillaume Apollinaire.
Roché confie à l'impétrante la réalisation et la distribution du programme du concert privé que Georges Auric donne chez Paul Poiret. C'est une ode écrite par Roché et mise en musique par Erik Satie. En juillet, le grand couturier commande à la jeune artiste le portrait de sa femme, Denise, et en profite pour lui faire réaliser discrètement une frise érotique dans la salle de bains de sa garçonnière. La Presqu'île, éphémère revue de l'engagement de l'arrière qui fait découvrir les très jeunes talents tels Pierre de Régnier, René Clair, Joseph Kessel, Mireille Havet, Francis Ponge, lui offre sa première publication, une simplissime pointe sèche des plus avantgardiste aux torturées volutes Art nouveau et aux connotations érotiques, Trois filles folles dansent à la lune.
Mobilisé à la fin de l'année pour une mission diplomatique à New York, où il fonde avec Marcel Duchamp et Béatrice Wood l'éphémère revue Dada The Blind Man alias Rongwrong, le simple soldat Roché organise pour sa « Reine » deux expositions à la Modern Gallery de Marius de Zayas, en décembre 1916 puis, à la suite de Marie Laurencin, du 18 février au 2 mars 1918,. En mars 1917, il convainc la collectionneuse et mécène Katherine Dreier d'acheter deux petites évocations des amours lesbiens. À Paris, Hélène Perdriat continue de fréquenter les « cafés cubistes » de Montmartre et de Montparnasse. Le 18 mai 1917, elle est de ceux qui assistent à la première de Parade.

### Les Années folles et la célébrité (1919-1929)
Au début de 1919, l'autoportrait d'Hélène Perdriat nue en bas noirs accroché au Salon des indépendants fait scandale. Elle se remarie finalement dans l'année au peintre Thorvald Hellesen (no) et part en voyage de noces pour Christiania. Son mari expose à la Tivoli (de) Hall, et elle, à la galerie des Artistes associés (no). De passage, Fernand Léger, que le couple héberge, rédige la notice. La reine Maude, en achetant la toile peinte à l'ongle, fait d'Hélène Hellesen une artiste internationale, exposée à Londres et Berlin.
En 1920, pour son retour à Paris, Roché, fidèle en affaires, inaugure sous la forme d'un poème en prose son exposition que Jacques Hébertot accueille à la galerie Montaigne. L'année suivante, il lui consacre un long article. Elle peint une des œuvres qui servent de décor au bar du cirque Medrano, lieu de rencontre de l'imaginaire absurde avec le peuple où triomphent, entre autres, les Fratellini. Lucien Vogel l'édite dans un de ses Feuillets d'art,, revue qui invente, dans la suite de la Gazette du Bon Ton d'avant la guerre, la mode Art déco, et Ricciotto Canudo, dans La Gazette des sept arts, qui promeut la modernité dans l'art. Aux États-Unis, Jeune fille à l'éventail se retrouve dès cette époque à côté des Pascin, Segonzac, Derain, Laurencin, Gritchenko, Lotiron, Chlrico, Kars etc. dans la collection du pharmacien millionnaire Albert Barnes, aujourd'hui musée de la Fondation Barnes, à Philadelphie.
En 1922, elle écrit l'argument et dessine le décor, le rideau et les costumes, du Marchand d'oiseaux, ballet de Germaine Tailleferre créé par les Ballets suédois de Rolf de Maré le 25 mai 1923 au Théâtre des Champs-Élysées. Le spectacle est bref mais c'est le premier qui est écrit, texte et musique, exclusivement par des femmes et monté sous leur direction, ce qui lui vaut d'être reçu par la critique comme un manifeste féministe. Femme libre dans un Paris où l'homosexualité féminine est une manière pour les garçonnes de revendiquer leur émancipation, elle divorce et épouse en troisièmes noces une figure des Années folles, le scénariste et riche avocat Henri Falk, son aîné de treize ans. Le couple mène grand train à Auteuil.
En décembre 1925, sa peinture conquiert le public américain par des expositions à New York et Chicago, où un agent immobilier enrichi par le maïs collectionne jusqu'à douze de ses toiles. En 1929, un volumineux travail de gravure lui est commandé pour illuster la réédition de luxe d'une nouvelle de Francis Jammes, Cloches pour deux mariages,, et La Maison de Claudine, de Colette. Ses dessins comptent parmi ceux de vingt-cinq autres peintres pour illustrer une réédition célébrant la légende du Montparnasse de l'avant garde, Les Montparnos, roman illustré par les Montparnos.,,

### Icône de l'entre deux guerres (1930-1939)
Hélène Falk et son mari achètent près de Loulay, non loin de son Aunis natal et du Mellois huguenot de ses aïeux, un château, le Logis de La Vaillette ou Domaine de la Vaillette. La crise de 1929 ruinent les acheteurs américains qui avaient créé le marché de l'art moderne et induit un revirement de celui-ci. Hélène Perdriat, nom de jeune fille qu'elle a conservé pour son activité professionnelle, dépend dès lors de son mari et, comme un certain nombre d'autres peintres, de nouveau de l'aide financière de Roché,.
En 1930, à la suite de Marie Laurencin, elle s'engage aux côtés d'Hélène Dufau, de Marie-Anne Camax-Zoegger, présidente du Syndicat des Femmes Peintres et Sculpteurs, et de cinquante autres femmes peintres en participant au salon des Femmes Artistes Modernes (FAM), qui ouvre au début de l'année suivante au Théâtre Pigalle mais que la critique masculine, hormis Raymond Escholier, un proche d'Henri Matisse, ignore délibérément. Aux États-Unis, Leo Stein, millionnaire intime de Pierre Roché, inclut ses œuvres dans un programme d'exposition à New York qui se poursuit en janvier 1932 à Chicago,. En 1931, les Ballets suédois ne sont plus qu'un souvenir, pour l'évocation duquel elle, Irène Lagut et Audrey Parr, ainsi que treize autres peintres masculins, prêtent à l'héliograveur une de leurs œuvres.
En 1937, Henri Falk meurt à l'âge de cinquante six ans, la laissant une seconde fois veuve. Elle hérite toutefois de quelques droits d'auteur. Elle se retire dans son château de Saint-Jean-d'Angély, où elle finira sa vie entourée de ses quatre-vingt chats, dans l'oubli, l'indigence et le diogénisme.

### L'oubli (1940-1969)
À la Libération, Hélène Perdriat est des témoins qui, par souci d'afficher un patriotisme que leur comportement durant l'Occupation pourrait accuser à tort ou à raison d'avoir eux-mêmes compromis dans la Collaboration, rédigent une lettre à charge contre Sacha Guitry dans le cadre d'une procédure d'épuration.
Sa vie solitaire dans son château lui vaut d'être surnommée par les paysans d'alentour « la fée aux chats ». Elle adopte deux orphelines puis se remarie à un médecin aveugle.
En 1954, Henri-Pierre Roché, dont le roman Jules et Jim, paru un an plus tôt, décrit leur bohème sans toutefois évoquer son personnage, rédige la notice d'une rétrospective qui lui est consacrée.
La bibliothèque de l'Institut national d'histoire de l'art — collections Jacques Doucet — conserve deux « cartons verts » d'invitation au vernissage des expositions d'Hélène Perdriat de 1937, année du deuxième veuvage de celle-ci, et 1943.

## Œuvre
Œuvres les plus connues, liste non exhaustive.

### Peinture
Huiles sur toile
- Portrait de Henri-Pierre Roché, 1916.
- Portrait de jeune fille.
- Le mauvais rêve.
- Deux jeunes élégantes.
- La Gitane.
- La Bergère.
- La pénitente.
- La fiancée.
- Jeune femme aux colombes.
- Femme au bouquet de fleurs et à la cruche.
- Femme à la cruche.
- Femme à la coupe de champagne.
- Jeune femme au bouquet.
- L'aube ou la jeune femme au bouquet'.
- Léda et le Cygne.
- Diane et la biche.
- Nu aux jonquilles.
- Tête de sirène.
- Femme exotique à l'éventail assise à la fenêtre.
- Maléfice.
- Le bain.
- Trois jeunes femmes aux fleurs et aux fruits.
- Autoportrait.
- Femme au bouquet de fleurs.
- Jeune femme aux roses et au miroir.
- Nu au divan.
- Jeune femme en tenue de bal.
- La Belle et la Bête, 1921[ς 7].
- Jeune fille à l'éventail[ξ 1], 1922?
- Les demoiselles du port.
- Demoiselle de fantaisie.
- Les demoiselles de fantaisie, 1922[ς 8].
- Femme à la biche, 1924[ς 9]
- La Gitane diseuse de bonne aventure, 1928.
- Femme jouant aux cartes et perruches, 1928.
- La sieste, 1928.
- Femme à l'éventail, avirons dans le lointain, ca. 1930.
- Femme asiatique, 1930.
- Le baiser de l'arbre, ca. 1930.
- Les deux amies au cabri.
- La nymphe à la biche.
- L’étang au crépuscule et le rendez-vous des cerfs, 1933.
- Le bain des cerfs et des biches, 1933.
- Le bain des cerfs, 1933.
- Les Parques, 1937.

Huiles sur panneau
- Jeune fille à la bougie.
- Jeune fille à la bougie et au chapelet.
- Les deux amies.
- Portrait de jeune fille avec des cerises.
- Portrait de jeune fille tenant du raisin.
- Femme et carte à jouer.
- Couple de jeunes filles à la grappe de raisin.
- Tête brune - Jeune fille.
- Femme au chat tenant un missel.
- Femme au chat noir.
- Élégante à la grappe de raisin.
- Jeune femme.
- Joueuse de cartes.
- Femme assise à la fenêtre.

Huiles sur isorel
- Jeune femme au bouquet de violettes.
- Jeunes filles aux fleurs.
- Les Saisons, 1.
- Les Saisons, 2.
- Les Saisons, 3.

Huiles sur carton
- Portrait de femme à la colombe.

Huiles sur papier
- La fileuse.
- La femme de marin.
- Le bouquet de violettes.

Estampes
- Fille avec des fleurs et un livre.
- Maquette de décor pour "Marchand d'oiseaux"[฿ 7].

Gouaches
- Sans titre, Musée des Beaux Arts, Philadelphie, 1922.
- Sans titre, Musée des Beaux Arts, Philadelphie, 1922.
- Sans titre, Musée des Beaux Arts, Philadelphie, 1922.

### Gravure
Lithographie
- Sans titre.
- Jeune fille aux fleurs.
- La Nymphe à l'oiseau.

Eaux fortes
- Danseuse no 1.
- Danseuse no 2.
- Danseuse no 3.
- Composition au bateau.

Eau-forte et aquatinte
- Le missel.

Pointes sèches
Au moins 25 pièces.

### Illustration
Pointe sèche noire
- « Trois filles folles dansent à la lune », in La Presqu'île, deuxième série, no 1, Paris, juillet 1916.
- in « L'œil du bibliophile », dir. Ch. Peignot, Arts et métiers graphiques, no 17, Paris, mai 1930.

Pochoir
- « Cape et robe plissées et brodées en serge ivoire », in Le Goût du Jour, no 17, Paris, 1920.

Pointe sèche couleurs
- 30 gravures, in F. Jammes, Cloches pour deux mariages, Jeanne Walter, Paris, 31 mai 1929[฿ 4], 305 ex.

Gravure sur bois
- G. S. Colette, La Maison de Claudine, Cent Femmes Amies des Livres, Paris, 28 décembre, 1929, 130 exemplaires[฿ 5].

Dans Le Crapouillot
- La romance, 1922[Γ 1].
- Peinture de femmes, 1922[Γ 2].
- Mes amies, 1923[Γ 3].
- Les servantes, 1923[Γ 4].
- Les vacances, 1924[Γ 5].
- Femme avec un chat, 1930[Γ 6].
- Costume pour "Le Marchand d'oiseaux", 1930[Γ 7].

### Poésie
- Testament, 1915[£ 3].
- Je chercherai..., 1915[£ 4].
- Vingt et un poèmes, 1916[£ 1].
  - La tour
  - Le rempart
  - Le lit
  - La cuisine
  - L'office
  - La rougeole
  - Le grenier
  - La plaza
  - L'escapade
  - Le cerisier
  - La sœur ainée
  - Le poulailler
  - Le ciel-ouvert
  - Le puits
  - Les caves
  - Les chats
  - La lessive
  - La bataille
  - La rue
  - La chienne
  - Le coin
- Le Couvent, [s.d.][£ 5].
  - Les trois amies
  - Avant la classe
  - La classe de couture
  - La récréation
  - La classe
  - La réfectoire
  - Le goûter
  - La veillée
  - La prière
  - Le dortoir
  - Le grenier
  - Le jardin
  - La lingerie
  - La visite à la ____
  - La cantique
  - La fête du couvent
- Pêcheurs, [s.d.][£ 4].
  - Recueil avec quatre poèmes supplémentaires.
- Poèmes sur "Don Juan"[… 1], 1922[£ 6] ?
- Autres poèmes, 1922[£ 6] ?

### Scénario
- Le Marchand d'oiseaux, Paris, 1922[… 11].

## Expositions

### Salons
- Salon des indépendants, Paris, 1919, 1921-1925.
- Salon d'automne, Paris, 1922[ς 8]-1937.
- Salon des Tuileries, Paris, 1923.
- Salon de la Folle Enchère, Paris, 1923.

### Expositions solo
- Etchings by Hélène Perdriat, Modern Gallery, New York, décembre 1916.
- Etchings, Drawnings, and Paintings by Hélène Perdriat, Modern Gallery, New York, février 1918.
- H. P. Roché, Hélène Perdriat, Galerie Montaigne, Paris, 1920.
- Hélène Perdriat, Chambrun Galleries, New York, janvier 1930[ς 10].
- Hélène Perdriat, Galerie Charpentier, Paris, 1937.

### Expositions collectives
- La Belle et la Bête, Wanamaker's Modern Art Gallery, New York, novembre 1921[ς 7].
- Girl with a Fan, in Exhibition of Contemporary European Paintings[' 16], PAFA, Philadelphie, 11 avril - 9 mai 1923.
- Les Communiantes, in La collection particulière de M. Paul Poiret, Galerie Barbazanges[' 17], Paris, 26 avril - 12 mai 1923[ς 11].
- New York, décembre 1925.
- Chicago, 1926.
- [' 18]Albert Roullier Galleries, Chicago, février 1928[ς 12].
- New Art Circle[' 19], New York, 1930[15].
- Exposition des FAM , Théâtre Pigalle, Paris, 1931.
- Exhibition of Estampes Modernes, Brown-Robertson Gallery, Chicago, janvier 1932[ς 6].
- Portraits contemporains[' 20], Galerie Paul de Montaignac, Paris, octobre 1937[ς 13].
- Poiret le magnifique, Musée Jacquemart-André, Paris, avril-mai 1974.

## Réception

### Une peinture féminine?
« Les plus célèbres des françaises modernes (...): Hélène Perdriat, Irène Lagut et Marie Laurencin. »

— Le lancement d'une mode dès 1921 aux États-Unis.

« (...) sa naïveté voulue, un peu irritante, ou plus exactement épicée (...) »

— Arsène Alexandreen 1924.
Le sujet de prédilection d'Hélène Perdriat est la femme dans une mise en scène onirique, Diane et la biche, La Belle et la bête, Les Demoiselles de fantasie, Femme à la coupe de champagne... Comme Marie Laurencin, Irène Lagut ou Leonor Fini, elle conçoit son œuvre d'un point de vue résolument féministe qui exprime, dans un monde de l'art qui était au XIXe siècle presque exclusivement masculin, « l'autre, la féminitude, la sorcière », tout simplement « la femme ».

« (...) elle fige comme dans un plâtre son visage et peint par-dessus un masque, le masque de son humeur du moment. »

— Critique formulée en 1930 face aux femmes peintes par Hélène Perdriat, le visage aussi indifférent que la scène est fantasque.

« Cette sophistication qui est la leur est de celle qu'on a l'habitude d'associer à une littérature destinée à la consommation de jeunes servantes cachotières. On leur voit un certain air de pathos comme aux rêvasseries d'adolescentes avides de sexe. »

— Autre critique de 1930 dénigrant les portraits dérangeants que fait Hélène Perdriat des femmes.

« Sa peinture est essentiellement féminine par le caractère et par son expression de soi »

— Même écho au même moment.

« (...) fantaisie très subtile, souvent moqueuse, qui donne tant de charme à la peinture de Mlle Marie Laurencin, Mlle Hélène Perdriat, Mlle Mariette Lydis. »

— Critique de 1930, toute dans le "Mlle".

« Même manière. »

— Un critique en 1933 à propos d'Hélène Perdriat et Marie Laurencin ainsi que les autres exposantes du salon annuel "FAM".

### Un modernisme néoclassique?
« Prenez Hélène Perdriat. Elle est sans conteste la réincarnation de l'antique esprit français, avec juste une touche de modernisme qui n'occulte rien des traditions de France. »

— Hamilton Easter Field (en) en 1921 : ni impressionnisme, ni futurisme ou cubisme.

« Mlle Hélène Perdriat est fort curieuse. Ses figures de femmes sont-elles naïves ? Sont-elles perverses ? (...) naïves pour les pervers, et perverses pour les naïfs mais dans leur ingrisme à la fois appliqué et extravagant, elles affirment une artiste nullement indifférente. »

— Arsène Alexandre dans "Le Figaro" en 1923.
En 1923, Maurice Loutreuil, son contemporain, classe Hélène Perdriat aux côtés d'André Favory, Maurice Barraud, André Lhote, Georges Sabbagh et Pierre Roche parmi les représentants d'une résurgence néo-classique, caractéristique de la mode Art déco, qui rompt avec l'héritage impressionniste. Une certaine critique contemporaine, désireuse après le traumatisme de la Grande Guerre de renouer avec une histoire, n'hésite pas à rapprocher sa peinture ou celles de Marie Laurencin, Othon Friesz, Wilhelm Gimmi, Valentine Prax, au XVIIIe siècle de Fragonard, Boucher, Hubert Robert par-dessus le romantisme.

« Les contemporains trouvent des analogies avec Marie Laurencin, mais l'art de Perdriat est plus traditionnel, même s'il comporte des réminiscences connues avec des artistes du quattrocento tels que Crivelli et Botticelli. »

— Analyse formulée en 1984.
Les ventes organisées en 2001 et 2006 en l'hôtel Drouot ont fait redécouvrir son œuvre et remonter sa cote.